# Wesley Natã
de Freitas Prado est un nom portugais ; le premier nom de famille (d'usage facultatif) est de Freitas et le second est Prado.
Wesley Natã de Freitas Prado, né le 18 avril 2008 à Rio de Janeiro au Brésil, est un footballeur brésilien qui évolue au poste d'attaquant au Fluminense FC.

## Biographie

### Carrière en club
Né à Rio de Janeiro, Wesley Natã est formé par le club historique du Fluminense. Avec les catégories jeunes du club, il remporte plusieurs titres dont celui de champion du Brésil des moins de 17 ans 2024 en tant que capitaine,. Considéré comme l'un des jeunes les plus prometteurs du club, il signe le 7 juin 2024, à 16 ans, son premier contrat professionnel. Début 2025, il participe à la coupe du São Paulo des moins de 21 ans en tant que plus jeune joueur du Flu.
Le 23 avril 2025, il rentre en jeu à la 69e minute d'un match de Copa Sudamericana 2025 face à l'Unión Española, ce qui constitue quelques jours après son 17e anniversaire sa première apparition en professionnel.
Le 4 juin 2025, il renouvelle son contrat avec le Fluminense jusqu'en 2028.

### En sélection
Avec l'équipe du Brésil des moins de 17 ans, il dispute le championnat sud-américain des moins de 17 ans en 2025. Il rentre en jeu lors de la finale, qui voit son équipe s'imposer face à la Colombie aux tirs au but.

## Palmarès

### En sélection
Brésil moins de 17 ans
- Championnat d'Amérique du Sud des moins de 17 ans
  - Vainqueur : 2025